# Apis dorsata
A Apis dorsata (abelha-gigante-asiática ou abelha-gigante) é uma espécie de himenóptero da família Apidae. É uma abelha melífera nativa do Sudeste Asiático, Malásia, Indonésia e Austrália.
A área de distribuição das abelhas-gigantes sobrepõe-se à da pequena abelha Apis florea: Paquistão, talvez partes do Afeganistão, sudoeste do subcontinente indiano, Sri Lanka, Indonésia e leste da Filipinas. A sua distribuição de norte a sul estende-se do sul da China até à Indonésia e é encontrada na Nova Guiné e Austrália.
Nidificam numa colmeia como a Apis florea, suspensa dos ramos das árvores ou falésias. A altura a que se encontram as colmeias vai dos 3 aos 25 metros acima do solo.
A Apis dorsata tem um comportamento defensivo muito desenvolvido, atacando com ferocidade a mais de 100 metros os predadores.
Em muitos lugares, a chegada das colónias de Apis dorsata é um acontecimento anual, que ocorre no final da estação das chuvas ou no principio da estação seca, quando várias espécies de plantas nectaríferas estão em floração. Este fenómeno conduz à especulação de que a Apis dorsata tem um padrão fixo na sua rota migratória anual.

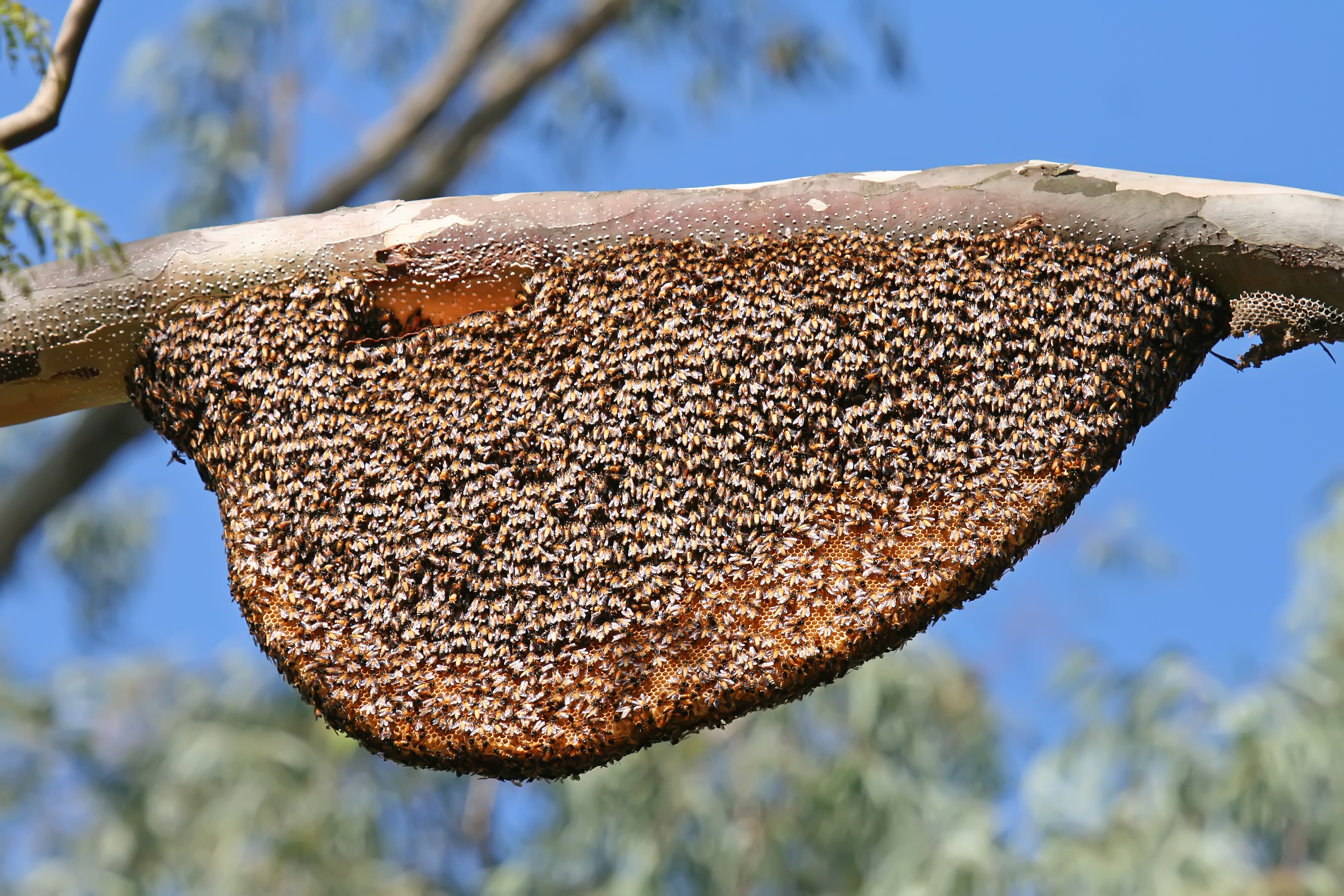
Uma colmeia natural de Apis dorsata. A parte inferior mostra alguns favos vazios.